# Mason (Illinois)
Mason é uma cidade incorporada no Condado de Effingham  , Illinois, Estados Unidos . A população era de 323 no censo de 2020. [  nomeado em homenagem a Roswell Mason , um funcionário da Ferrovia Central de Illinois. Mason faz parte da Área Estatística Micropolitana de Effingham, IL .

## Demografia
No censo de 2020  havia 323 pessoas, 107 domicílios e 74 famílias residindo na cidade. A densidade populacional era de 250,00 habitantes por milha quadrada (96,53/km 2 ). Havia 154 unidades habitacionais com uma densidade média de 119,20 por milha quadrada (46,02/km 2 ). A composição racial da cidade era 88,85% branco, 0,93% Afro-americanos , 0,62% nativo americano , 1,24% asiática, 0,00% das Ilhas do Pacífico , 1,86% de outras raças e 6,50% de duas ou mais raças. Hispânicos  ou Latinos de qualquer raça eram 1,86% da população.
Havia 107 domicílios, dos quais 28,0% tinham filhos menores de 18 anos morando com eles, 57,94% eram casais casados morando juntos, 7,48% tinham uma chefe de família sem marido presente e 30,84% não eram famílias. 23,36% de todos os domicílios eram compostos por indivíduos e 12,15% tinham alguém morando sozinho com 65 anos ou mais. O tamanho médio do domicílio era 2,70 e o tamanho médio da família era 2,27.
A distribuição etária da cidade  consistia em 18,5% com menos de 18 anos, 4,1% de 18 a 24, 26,7% de 25 a 44, 31,2% de 45 a 64 e 19,3% com 65 anos ou mais. A idade média era de 45,5 anos. Para cada 100 mulheres, havia 115,0 homens. Para cada 100 mulheres com 18 anos ou mais, havia 117,6 homens.
A renda média de uma casa na cidade era de $ 53.750, e a renda média de uma família era de $ 58.000. Os homens tinham uma renda média de $ 37.292 contra $ 21.806 para as mulheres. A renda per capitada cidade era de $ 22.940. Cerca de 9,5% das famílias e 11,5% da população estavam abaixo da linha da pobreza , incluindo 26,7% dos menores de 18 anos e 6,4% dos maiores de 65 anos.

## Geografia
Mason está localizada no sul do Condado de Effingham. A Rota 37 de Illinois passa pela cidade, levando a nordeste 6 milhas (10 km) para Watson (Illinois) e sudoeste 3 milhas (5 km) para Edgewood (Illinois) . A Interstate 57 cruza o canto noroeste de Mason, mas o acesso mais próximo é de Edgewood para o sudoeste ou da Saída 151 4 milhas (6 km) para o nordeste. Via I-57, são 14 milhas (23 km) ao norte para Effingham (Illinois), a sede do condado , e 55 milhas (89 km) a sudoeste para Mount Vernon (Illinois).
De acordo com os arquivos do censo de 2021, Mason tem uma área total de 1,29 milhas quadradas (3,34 km 2 ), das quais 1,29 milhas quadradas (3,34 km 2 ) (ou 99,61%) são terra e 0,01 milhas quadradas (0,03 km 2 ) (ou 0,39%) são água. 

## Localidades na vizinhança
O diagrama seguinte representa as localidades num raio de 20 km ao redor de Mason.